# Лос-Ебанос (округ Ідальго, Техас)
Лос-Ебанос (англ. Los Ebanos) — переписна місцевість (CDP) в США, в окрузі Ідальго штату Техас. Населення — 239 осіб (2020).

## Географія
Лос-Ебанос розташований за координатами 26°14′36″ пн. ш. 98°33′33″ зх. д. / 26.24333° пн. ш. 98.55917° зх. д. (26.243459, -98.559165).  За даними Бюро перепису населення США в 2010 році переписна місцевість мала площу 1,69 км², з яких 1,50 км² — суходіл та 0,19 км² — водойми.

## Демографія
Згідно з переписом 2010 року, у селищі мешкало 335 осіб у 117 домогосподарствах у складі 84 родин. Густота населення становила 198 осіб/км².  Було 149 помешкань (88/км²). 
Расовий склад населення:
| - 99,1 % — білих |

До двох чи більше рас належало 0,6 %. Іспаномовні складали 98,2 % від усіх жителів.
За віковим діапазоном населення розподілялося таким чином: 24,5 % — особи молодші 18 років, 55,5 % — особи у віці 18—64 років, 20,0 % — особи у віці 65 років та старші. Медіана віку мешканця становила 41,1 року. На 100 осіб жіночої статі у селищі припадало 71,8 чоловіків;  на 100 жінок у віці від 18 років та старших — 73,3 чоловіків також старших 18 років.
Середній дохід на одне домашнє господарство  становив 18 265 доларів США (медіана — 16 603), а середній дохід на одну сім'ю — 16 773 долари (медіана — 16 314). За межею бідності перебувало 22,8 % осіб, у тому числі 100,0 % дітей у віці до 18 років та 18,4 % осіб у віці 65 років та старших.
Цивільне працевлаштоване населення становило 20 осіб. Основні галузі зайнятості: освіта, охорона здоров'я та соціальна допомога — 100,0 %.